# Década das Nações Unidas para a Biodiversidade
A Assembleia Geral das Nações Unidas declarou 2011-20 a Década das Nações Unidas para a Biodiversidade (Resolução 65/161  ). A Década das Nações Unidas para a Biodiversidade serve para apoiar e promover a implementação dos objetivos do Plano Estratégico para a Biodiversidade e das Metas de Biodiversidade de Aichi, com o objetivo de reduzir significativamente a perda de biodiversidade .

## Antecedentes
Em 22 de Dezembro de 2010, após a conclusão do Ano Internacional da Biodiversidade (2010) e de modo a atingir o objetivo de reduzir significativamente a perda de biodiversidade, a Assembleia Geral das Nações Unidas declarou os anos de 2011 a 2020 como a Década das Nações Unidas para a Biodiversidade (Res

## Objetivos
A Década das Nações Unidas para a Biodiversidade serve para apoiar e promover a implementação dos objetivos do Plano Estratégico para a Biodiversidade e das Metas de Biodiversidade de Aichi, que foram adotadas na 10ª Conferência das Partes da CDB, em Nagoya, Japão, em 2010. Ao longo da Década das Nações Unidas para a Biodiversidade, os governos foram incentivados a desenvolver, implementar e comunicar os resultados das estratégias nacionais para a implementação do Plano Estratégico para a Biodiversidade.
Também procura promover o envolvimento de uma variedade de fatores nacionais e intergovernamentais e outras partes interessadas no objetivo de integrar a biodiversidade no planeamento de desenvolvimento mais amplo e nas atividades económicas. O objetivo será colocar um foco especial no apoio a ações que abordem as causas subjacentes da perda de biodiversidade, incluindo padrões de produção e consumo.
A Década foi sucedida pelo Quadro de Biodiversidade Pós-2020, que é por si só um trampolim para a Visão 2050 de "Viver em harmonia com a natureza", que prevê que "Até 2050, a biodiversidade seja valorizada, conservada, restaurada e usada com sabedoria, mantendo os serviços ecossistémicos, sustentando um planeta saudável e proporcionando benefícios essenciais para todas as pessoas." 
A Década das Nações Unidas para a Restauração de Ecossistemas 2021–2030 visa aumentar drasticamente a restauração de ecossistemas degradados e destruídos. Ao fazê-lo, está a ajudar a proteger a biodiversidade e a cumprir as metas da Década das Nações Unidas para a Biodiversidade.

## Resultados
Em 30 de setembro de 2020, os líderes mundiais reuniram-se virtualmente na primeira Cimeira Global sobre Biodiversidade. A cimeira envolveu declarações pré-gravadas de mais de 100 estados e organizações. O objetivo era impulsionar a décima quinta Conferência das Partes da Convenção das Nações Unidas sobre Biodiversidade, que foi adiada para 2021 devido ao coronavírus. Muitos palestrantes reconheceram que nenhuma das Metas de Biodiversidade de Aichi estabelecidas em 2010 foi cumprida durante a Década das Nações Unidas para a Biodiversidade. A década foi seguida pela Década da ONU sobre Restauração de Ecossistemas .